# Ipnista tucumana
Ipnista tucumana là một loài bướm đêm trong họ Erebidae.